# Vật tại Đại hội Thể thao Đông Nam Á 1987
Vật tại Đại hội Thể thao Đông Nam Á năm 1987 được tổ chức tại Trung tâm Thanh thiếu niên Grogol, Jakarta, Indonesia, từ ngày 10 đến 12 tháng 9 năm 1987. Môn thi bao gồm hai nội dung chính: vật tự do (freestyle) và vật cổ điển (Greco-Roman), đều dành cho nam, với các hạng cân từ dưới 48 kg đến 100 kg. 
Ở cả hai nội dung, các đô vật chủ nhà Indonesia thể hiện ưu thế tuyệt đối khi giành hầu hết huy chương vàng.

## Tóm tắt kết quả

### Tự do nam
| Hạng cân | Vàng            | Bạc                  | Đồng                   |
| -------- | --------------- | -------------------- | ---------------------- |
| (-48 kg) | Suryadi Gunawan | Luis Tibon           | Sri Lakhana            |
| (-52 kg) | Sukarman        | Filippe Escote       | Teng Bun               |
| (-68 kg) | Indra Safri     | Juan Tauro           | chỉ có 2 VĐV tranh tài |
| (-82 kg) | Edi Santoso     | Antonio Dime         | Jose Mari Bereciarte   |
| (100 kg) | Sudirman        | Jose Mari Bereciarte | chỉ có 2 VĐV tranh tài |

### Cổ điển nam
| Hạng cân  | Vàng            | Bạc             | Đồng                   |
| --------- | --------------- | --------------- | ---------------------- |
| (-48 kg)  | Suryadi Gunawan | Elmer Alegrado  | chỉ có 2 VĐV tranh tài |
| (-57 kg)  | Sukarman        | Teng Bun        | chỉ có 2 VĐV tranh tài |
| (-68 kg)  | Rusdi           | Juan Tauro      | chỉ có 2 VĐV tranh tài |
| (-82 kg)  | Edi Santoso     | Antonio Dime    | chỉ có 2 VĐV tranh tài |
| (-100 kg) | Sudirman        | Jose Bereciarte | chỉ có 2 VĐV tranh tài |

## Bảng huy chương
| Hạng               | Đoàn               | Vàng | Bạc | Đồng | Tổng số |
| ------------------ | ------------------ | ---- | --- | ---- | ------- |
| 1                  | Indonesia (INA)    | 10   | 0   | 0    | 10      |
| 2                  | Philippines (PHI)  | 0    | 9   | 1    | 10      |
| 3                  | Campuchia (CAM)    | 0    | 1   | 2    | 3       |
| Tổng số (3 đơn vị) | Tổng số (3 đơn vị) | 10   | 10  | 3    | 23      |